# Chihuahua (gemeente)
Chihuahua is een gemeente in de Mexicaanse deelstaat Chihuahua. De hoofdplaats van Chihuahua is Chihuahua, wat eveneens de hoofdstad van de deelstaat heeft. De gemeente Chihuahua heeft een oppervlakte van 9219,3 km², oftewel 3,73% van de oppervlakte van de staat Chihuahua.
De gemeente heeft 684.557 inwoners (2000). 5% daarvan spreekt een indiaanse taal, voornamelijk Tarahumara.
Ahumada · Aldama · Allende · Aquiles Serdán · Ascensión · Bachiniva · Balleza · Batopilas · Bocoyna · Buenaventura · Camargo · Carichi · Casas Grandes · Chihuahua · Chinipas · Coronado · Coyame del Sotol · Cuauhtémoc · Cusihuiriachi · Delicias · Dr. Belisario Domínguez · El Tule · Galeana · Gómez Farías · Gran Morelos · Guachochi · Guadalupe · Guadalupe y Calvo · Guazapares · Guerrero · Hidalgo del Parral · Huejotitán · Ignacio Zaragoza · Janos · Jiménez · Juárez · Julimes · La Cruz · López · Madera · Maguarichi · Manuel Benavides · Matachi · Matamoros · Meoqui · Morelos · Moris · Namiquipa · Nonoava · Nuevo Casas Grandes · Ocampo · Ojinaga · Praxedis G. Guerrero · Riva Palacio · Rosales · Rosario · San Francisco de Borja · San Francisco de Conchos · San Francisco del Oro · Santa Bárbara · Santa Isabel · Satevo · Saucillo · Temósachi · Urique · Uruachi · Valle de Zaragoza